# Károly Kárpáti
Károly Kárpáti (Eger, Heves, 2 de julho de 1906 — Budapeste, 23 de setembro de 1996) foi um lutador de luta livre húngaro.

## Carreira
Foi vencedor da medalha de ouro na categoria de 61-66 kg em Berlim 1936.
Foi vencedor da medalha de prata na categoria de 61-66 kg em Los Angeles 1932.